# Óscar Baeza
Óscar Samuel Baeza Herrera; (Molina, 1 de marzo de 1903 - Santiago, 28 de enero de 1985). Fue un  Empresario del vestuario y político comunista chileno. Hijo de Samuel Baeza y Sofía Herrera Herrera. Se casó en Santiago, el 14 de mayo de 1927, con Francisca Mercedes Carvacho Herrera.

## Biografía
Estudió en la Escuela Primaria de Molina y en el Instituto Comercial de Santiago. Fue empleado particular de Felipe del Campo Castellano (1925-1926). Luego se dedicó a la industria del vestuario, siendo dueño de una empresa de confección de vestimenta minera y agrícola.
Militó en el Partido Socialista (1933-1939), siendo uno de sus fundadores. Pasó luego al Partido Comunista (1939-1985), que por razones legales se denominó Partido Progresista Nacional en la década de 1940.
Elegido Diputado, en representación del 2.º. Distrito Metropolitano: Talagante (1937-1941). Integró la comisión permanente de Gobierno Interior.
Reelecto por la misma agrupación departamental (1941-1945), miembro de la comisión de Economía y Comercio.
Nuevamente Diputado por Talagante (1945-1949), en esta oportunidad integró la comisión de Defensa Nacional.
Socio de la Asociación de Pequeños Industriales. Consejero de la Caja de Crédito Popular y de la Caja de Empleados Públicos y Periodistas.